# Tachina scita
Tachina scita là một loài ruồi trong họ Tachinidae.